# Helse Bovennatuurlijke Gebeurtenissen
Helse Bovennatuurlijke Gebeurtenissen is een documentaire die werd uitgezonden door SBS6. De documentaire bestaat uit twee seizoenen en werd ingesproken door Pepijn Bierenbroodspot.

## Opzet
De afleveringen van Helse Bovennatuurlijke Gebeurtenissen bestaan uit verhalen en reconstructies gebaseerd op diverse paranormale ontmoetingen en ervaringen.

## Achtergrond
De afleveringen van Helse Bovennatuurlijke Gebeurtenissen waren vertalingen van Extreme Ghost Stories (een Britse serie van Granada) en A Haunting (een Amerikaanse serie van New Dominion Pictures). De eerste vier afleveringen waren van de eerstgenoemde serie, de andere van de laatstgenoemde. Beide series werden dus onder dezelfde titel op SBS6 uitgezonden. De leader van de Extreme Ghost Stories-versie werd voor beide seizoenen gebruikt.

## Indeling
Een aflevering duurt ongeveer een uur (inclusief reclame). Een aflevering is opgedeeld in vier of vijf verhalen (Extreme Ghost Stories-versie) of een enkel, dan wel diepgaander, verhaal (A Haunting-versie).
Het eerste seizoen telt vier afleveringen (Extreme Ghost Stories-afleveringen) en het tweede zes (A Haunting-afleveringen).